# Microcebus marohita
Microcebus marohita és una espècie de primat de la família dels quirogalèids. És endèmic de Madagascar. El seu hàbitat natural són les selves pluvials de l'est de l'illa. Està amenaçat per la destrucció i degradació del seu medi a causa de l'agricultura i la tala d'arbres insostenibles. El seu nom específic és una referència al bosc de Marohita, on fou descobert.